# Musée juif de Hohenems
 (juin 2023).
Si vous disposez d'ouvrages ou d'articles de référence ou si vous connaissez des sites web de qualité traitant du thème abordé ici, merci de compléter l'article en donnant les références utiles à sa vérifiabilité et en les liant à la section « Notes et références ».
Le musée juif de Hohenems (en allemand : das Jüdische Museum Hohenems, abrégé en JMH) est un musée régional consacré à la communauté juive de Hohenems en Autriche et à ses multiples contributions au développement du Vorarlberg et des régions environnantes durant plus trois siècles, de 1617 à 1942. Le musée a un rayonnement international. Il traite aussi de l’actualité juive en Europe, de la diaspora et d’Israël.

## Histoire de la communauté juive
Karl-Heinz Burmeister a fait l'inventaire de l'histoire juive régionale autour du lac de Constance dans l'ouvrage suivant: Karl-Heinz Burmeister: medinat bodase. Zur Geschichte der Juden am Bodensee. L’histoire juive commence ainsi à Hohenems en 1617 avec l’installation des premiers juifs grâce à la lettre de protection publiée par la famille comtale locale. L’ancien quartier juif avec l’ancienne Christgasse (devenue la Marktstraße) forme le cœur historique de Hohenems. A côté de la synagogue, de l’école, de l’hospice et du Mikvé (bain rituel) se trouvait aussi le café Kaffeehaus Kitzinger, fondé en 1797. 
Jusqu’à la première moitié du xixe siècle, la communauté ne cessa de grandir. La libéralisation due à la constitution d’état de 1867 provoqua un fort exode vers les villes environnantes autrichiennes, ainsi que suisses. L'écrivain Stephan Zweig relate d'ailleurs que sa mère bien que née en Italie, venait d'une famille de banquier d'Hohenems, les Brettauer. En 1935, la communauté juive comptait encore 35 membres. En 1942, la communauté est anéantie par les déportations au camp de concentration de Theresienstadt. Après la fin de la guerre en 1945, le quartier sert temporairement de camp pour personnes déplacées (Displaced Persons – DP). Le cimetière juif est encore parfois utilisé. Aujourd’hui, de nombreuses traces de l’histoire juive ont été rendues lisibles, mais il n’y a plus de communauté juive. Aucun ancien membre de la communauté n’est revenu pour y vivre. 

## Le musée juif
Le musée se trouve dans la Villa Heimann-Rosenthal, construite en 1864. La villa a été acquise par la ville de Hohenems en 1983. Le musée a été ouvert en avril 1991, au centre de l’ancien quartier juif. L’exposition permanente, réorganisée en 2007, présente les facettes de la vie juive, par le prisme de l’histoire locale. Elle place au premier plan les hommes, leurs contradictions et leurs expériences subjectives, leurs coutumes : des hommes comme Salomon Sulzer, le fondateur de la musique moderne de synagogue, tout comme des colporteurs et des aubergistes, des rabbins et des professeurs, des marchands et des industriels, comme la famille Rosenthal, dont la villa abrite le musée.
Le musée propose également des expositions ponctuelles, telle que "Hast du mein Alpen Gesehen" as-tu vu mes Alpes, inaugurée le 26 avril 2009 et qui offrait une nouvelle lecture de l'histoire de l'alpinisme à travers des pionniers du tourisme, des intellectuels, de chercheurs et de collectionneurs juifs.
La déportation et l’extermination de la communauté juive de Hohenems, l’antisémitisme en Autriche sont un axe central du musée. En plus de l’histoire régionale et globale, le musée présente les individus et leurs histoires et entretient des liens avec les descendants des familles juives de Hohenems dans le monde entier, ce qui lui a permis de rassembler de nombreux objets du quotidien et des documents personnels, grâce des donations.
L’exposition est en langue allemande, anglaise et française, avec des audio-guides et des écrans.
Une exposition s’adresse plus particulièrement aux enfants et tente de susciter un dialogue intergénérationnel. Un laboratoire de langue présente la langue yiddisch parlée dans le Vorarlberg. Une pièce est consacrée à Salomon Sulzer, qui a modernisé la musique de synagogue.
Le réseau de la diaspora de Hohenems est une dimension essentielle du travail du musée juif et représente un pont entre passé et présent pour les descendants des membres de la communauté. En 1998, plus de 160 descendants se sont retrouvés pour une première rencontre à Hohenems. A l’été 2008, plus de 120 descendants sont venus à la deuxième rencontre. Le musée créé du lien entre descendants et les seconde dans les recherches généalogiques.